# Javon Solomon
Javon Pyree Solomon (Tallahassee, 17 gennaio 2001) è un giocatore di football americano statunitense che milita nel ruolo di defensive end per i Buffalo Bills della National Football League (NFL).

## Carriera universitaria
Nella sua prima stagione a Troy nel 2019, Solomon disputò tre partite. Nel 2020 mise a segno 29 tackle e 1,5 sack. Nel 2021 ebbe 50 tackle, 11 sack e un intercetto venendo inserito nella formazione ideale della Sun Belt Conference mentre nel 2022 44 tackle e 4,5 sack, venendo inserito nella terza formazione ideale della Sun Belt. Nel 2023 Solomon passò dal ruolo di outside linebacker a quello di defensive end, venendo premiato come All-American e inserito nuovamente nella formazione ideale della Sun Belt Conference. A fine anno fu selezionato per giocare nel Senior Bowl.

## Carriera professionistica

### Buffalo Bills
Solomon fu scelto nel corso del quinto giro (168º assoluto) del Draft NFL 2024 dai Buffalo Bills. Nella sua prima stagione mise a segno 13 placcaggi, 2 sack e un fumble forzato in 14 presenze, nessuna delle quali come titolare.